# Comuna de Kluczewsko
Kluczewsko (polaco: Gmina Kluczewsko) é uma gminy (comuna) na Polónia, na voivodia de Santa Cruz e no condado de Włoszczowski. A sede do condado é a cidade de Kluczewsko.
De acordo com os censos de 2004, a comuna tem 5196 habitantes, com uma densidade 37,9 hab/km².

## Área
Estende-se por uma área de 137,05 km², incluindo:
- área agricola: 56%
- área florestal: 38%

## Demografia
Dados de 30 de Junho 2004:
|                      | Total   | Total | Mulheres | Mulheres | Homens  | Homens |
| -------------------- | ------- | ----- | -------- | -------- | ------- | ------ |
|                      | pessoas | %     | pessoas  | %        | pessoas | %      |
| População            | 5196    | 100   | 2554     | 49,2     | 2642    | 50,8   |
| Densidade (pop./km²) | 37,9    | 100   | 18,6     | 18,6     | 19,3    | 19,3   |

De acordo com dados de 2005, o rendimento médio per capita ascendia a 1951,93 zł.

## Comunas vizinhas
- Krasocin, Przedbórz, Wielgomłyny, Włoszczowa, Żytno